# Fonds d'intervention pour les rapaces
 (décembre 2024).
Pour les articles homonymes, voir FIR.
Le Fonds d'intervention pour les rapaces (FIR) est une association française vouée à la protection des rapaces, créée en 1969 par Jean-François et Michel Terrasse, l'année où les rapaces ont obtenu une protection complète en France. Le FIR  a rejoint la Ligue pour la protection des oiseaux (LPO) le 31 mai 1998, pour y constituer la « mission rapaces » de cette dernière.

## Présentation
Le FIR puis la mission rapaces ont développé des actions de sensibilisation des populations et des pouvoirs publics, mais aussi de nombreuses actions de terrain. 